# NGC 5170
NGC 5170 (również PGC 47394, PGC 47396 lub UGCA 360) – galaktyka spiralna (Sc), znajdująca się w gwiazdozbiorze Panny. Odkrył ją William Herschel 7 lutego 1785 roku.